# Окленд (вулканическое поле)
Окленд — вулканическое поле в Новой Зеландии, регион Окленд.
Вулканическое поле невысокое, состоящие преимущественно из холмов. Наивысшая точка 260 метров. На данном поле стоит экономический центр Новой Зеландии — Окленд.
Окленд занимает территорию на севере Северного острова площадью 360 км². Объём изверженной лавы составляет 75 км³. Самый длинный застывший поток протянулся на 10 км. Территорию покрывают маары, вулканические туфы, небольшие щитовые образования, вулканические озёра, невысокие шлаковые конусы, которых насчитывается порядка 49 штук.
Вулканическая активность началась в позднем плейстоцене примерно 140 тысяч лет тому назад и закончилась сравнительно недавно в современный период около 600—700 лет. В эпоху голоцена извержения могли длиться от 10 до 100 лет.
Результатом последнего извержения было образование острова Рангитото площадью 23 км² и возникновением одноимённого шлакового конуса высотой 260 метров, наиболее высокого в данной местности.
В голоцене было порядка 20 извержений. Породы преимущественно сложены базальтами.
В настоящий период в районе Окленда сейсмическая активность спокойная и признаков вулканической активности нет.